# Uvaia (Ponta Grossa)
Uvaia é um distrito do município brasileiro de Ponta Grossa, no Paraná.
De acordo com o Instituto Brasileiro de Geografia e Estatística (IBGE), sua população no ano de 2010 era de 1 427 habitantes.
Segundo os dados histórico político-administrativo foi anexado ao município de Ponta Grossa o distrito de Conchas através do decreto nº 2439, de 05-12-1931. O distrito Conchas passou a denominar-se Uvaia conforme o decreto-lei estadual nº 199, de 30-12-1943.